# Ayutla de los Libres
Ayutla de los Libres, é uma cidade do estado de Guerrero, no México.